# 柴林腳
柴林腳，是台灣嘉義縣溪口鄉的一個傳統地域名稱，位於該鄉西部。相較於今日行政區，其範圍大致包括柴林村、林腳村。

## 歷史
台灣日治初期，柴林腳地區為一街庄，稱為「柴林腳庄」，隸屬於打貓西堡。該庄西及西北隔北港溪與內藔庄為界，東北隔北港溪支流三疊溪與舊庄為界，東與雙溪口庄為鄰，南邊為崙尾庄、埤仔頭庄、崙仔庄。
1901年（日治明治三十四年）11月，全台廢縣廳改設二十廳，該庄隸屬於嘉義廳。1903年（明治三十六年）6月，該庄編入「新港區」，隸屬於嘉義廳。1909年（明治四十二年）10月，合併二十廳為十二廳，新港區仍隸屬於嘉義廳。1920年（大正九年），全台地方制度大改正，廢十二廳改設五州二廳，該庄改制為「柴林腳」大字，隸屬於臺南州嘉義郡溪口庄。
戰後溪口庄改制為溪口鄉，隸屬於臺南縣，大字亦改制為村。1950年10月，雲、嘉、南分治，溪口鄉改隸屬嘉義縣。

## 聚落
本地區發展較早的聚落有柴林腳、同心仔等，在日治期初期的官方地圖上已有記載。

## 交通
- 鄉道嘉85線

## 學校
- 柴林國小

## 廟宇
- 開元殿（鄭成功廟）